# Přestavlky (district de Chrudim)
Pour les articles homonymes, voir Přestavlky.
Přestavlky (en allemand : Prestawilk) est une commune du district de Chrudim, dans la région de Pardubice, en République tchèque. Sa population s'élevait à 203 habitants en 2022.

## Géographie
Přestavlky se trouve à 10 km à l'est du centre de Chrudim, à 15 km au sud-est de Pardubice et à 108 km à l'est-sud-est de Prague.
La commune est limitée par Hrochův Týnec au nord, par Rosice à l'est et au sud-est, par Zájezdec au sud et par Trojovice à l'ouest.

## Histoire
La première mention écrite de la localité date de 1319.

## Galerie

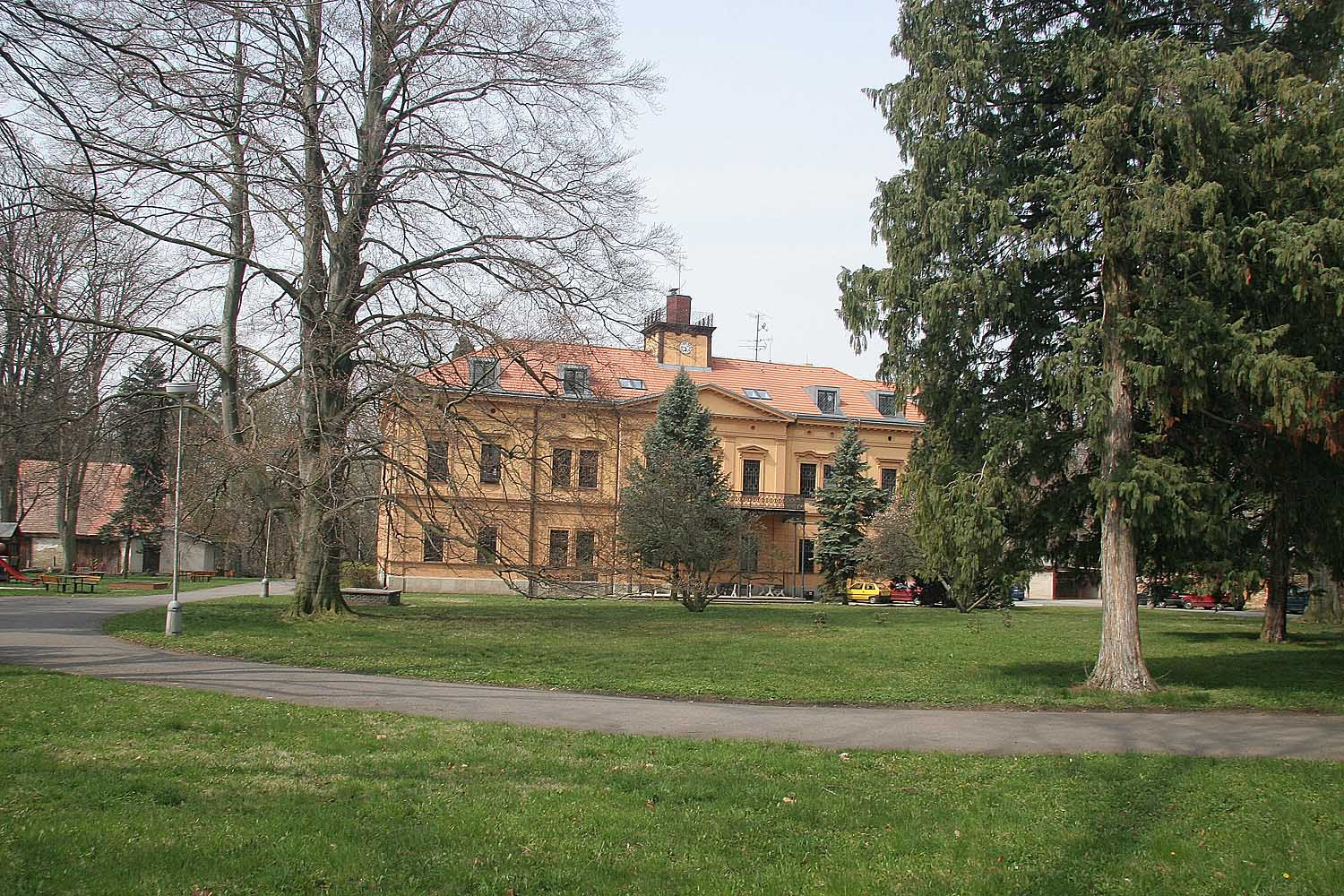
Château de Přestavlky.
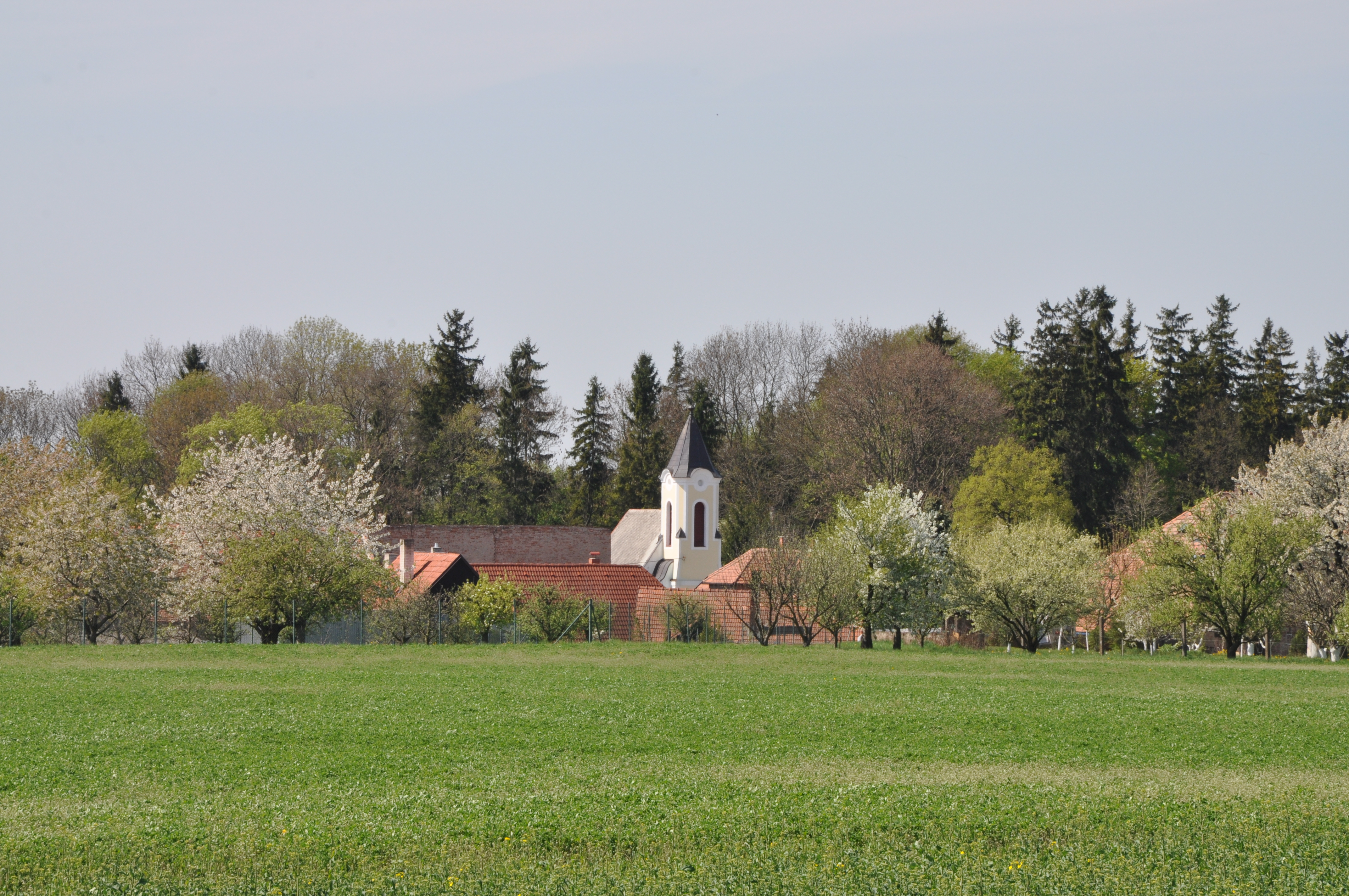
Chapelle Sainte-Anne.

## Transports
Par la route, Přestavlky se trouve à 3 km de Hrochův Týnec, à 12 km de Chrudim, à 18 km de Pardubice et à 129 km de Prague. 